# Ospedale San Benedetto
L'ospedale San Benedetto di Alatri è uno dei principali presidi ospedalieri della provincia di Frosinone.

## Storia
L'assistenza ospedaliera ad Alatri ha una lunga storia e si è caratterizzata, nei secoli, per la presenza di numerose strutture situate nel centro storico e nel territorio. Si ha infatti notizia di ben nove antichi ospedali:
- Santo Sepolcro, risalente al XII secolo, si trovava presso la Grancia di Tecchiena;
- Santa Maria Maddalena (lebbrosario), anch'esso del XII secolo, posto presso la chiesa omonima;
- San Matteo, del XIII secolo, presso l'omonima chiesa;
- Sant'Antonio, esistente dall'XI secolo nel vicolo omonimo del centro;
- Santissima Annunziata, del XVI secolo, vicino porta San Pietro;
- San Giovanni, pure del XVI secolo presso l'omonima chiesa;
- San Giacomo, nel rione San Simeone;
- Santo Spirito, risalente al XVI secolo, situato presso la chiesa di San Michele;
- San Benedetto, risalente al XII secolo, l'unico arrivato ai giorni nostri.

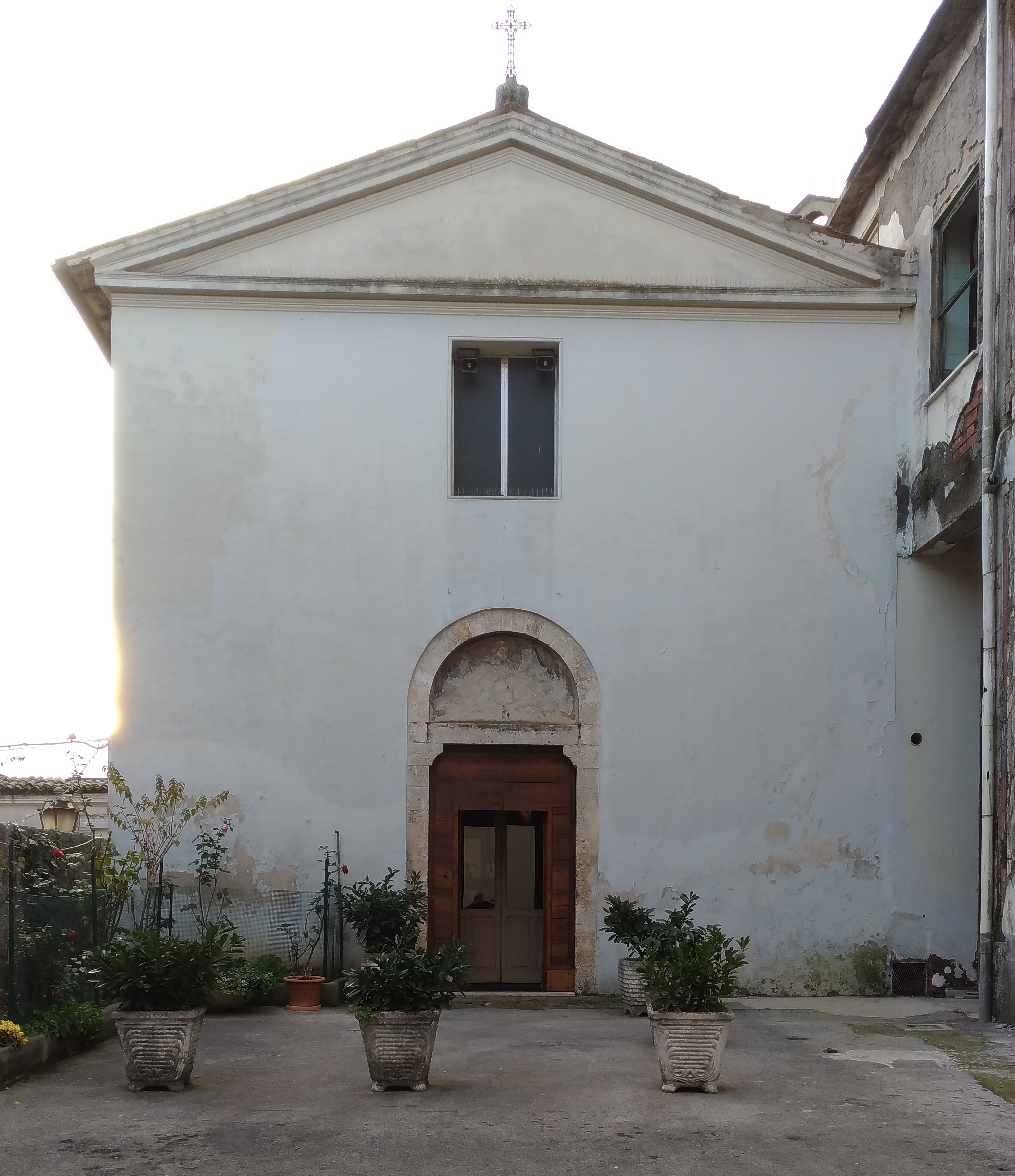
La chiesa di San Benedetto

Il San Benedetto, esistente almeno dal 1186, era posto originariamente nel centro storico di Alatri, presso l'omonima chiesa: ad entrambe le strutture si accedeva appena entrati da porta San Francesco, che in origine era chiamata San Benedetto. Al di sopra, su piazza Regina Margherita, era collocata la farmacia dove, ad inizio del XX secolo, prestò servizio anche suor Maria Raffaella Cimatti (proclamata beata) la quale, durante la seconda guerra mondiale, assieme al vescovo Edoardo Facchini difese l'ospedale che rischiava di essere distrutto dai tedeschi.

La vecchia farmacia su piazza Regina Margherita

Nel dopoguerra il San Benedetto venne ampliato verso piazza Regina Margherita, dove sacrificando la vecchia farmacia venne realizzato un nuovo ingresso, mentre da Porta San Francesco si continuava ad accedere per il pronto soccorso.
Negli anni Ottanta viene realizzata la nuova struttura, molto più grande, in località Chiappitto, poco distante dal centro: la vecchia sede, dismessa dalla fine di quel decennio, è caduta da allora in totale abbandono.
Il nuovo San Benedetto, tuttavia, vede un degrado piuttosto precoce degli esterni, con ampi distacchi dell'intonaco, tanto da divenire necessario un totale rifacimento negli anni Duemila che gli ha conferito l'aspetto attuale.
Nel 2023 viene inaugurato il nuovo pronto soccorso totalmente ristrutturato.

## Reparti

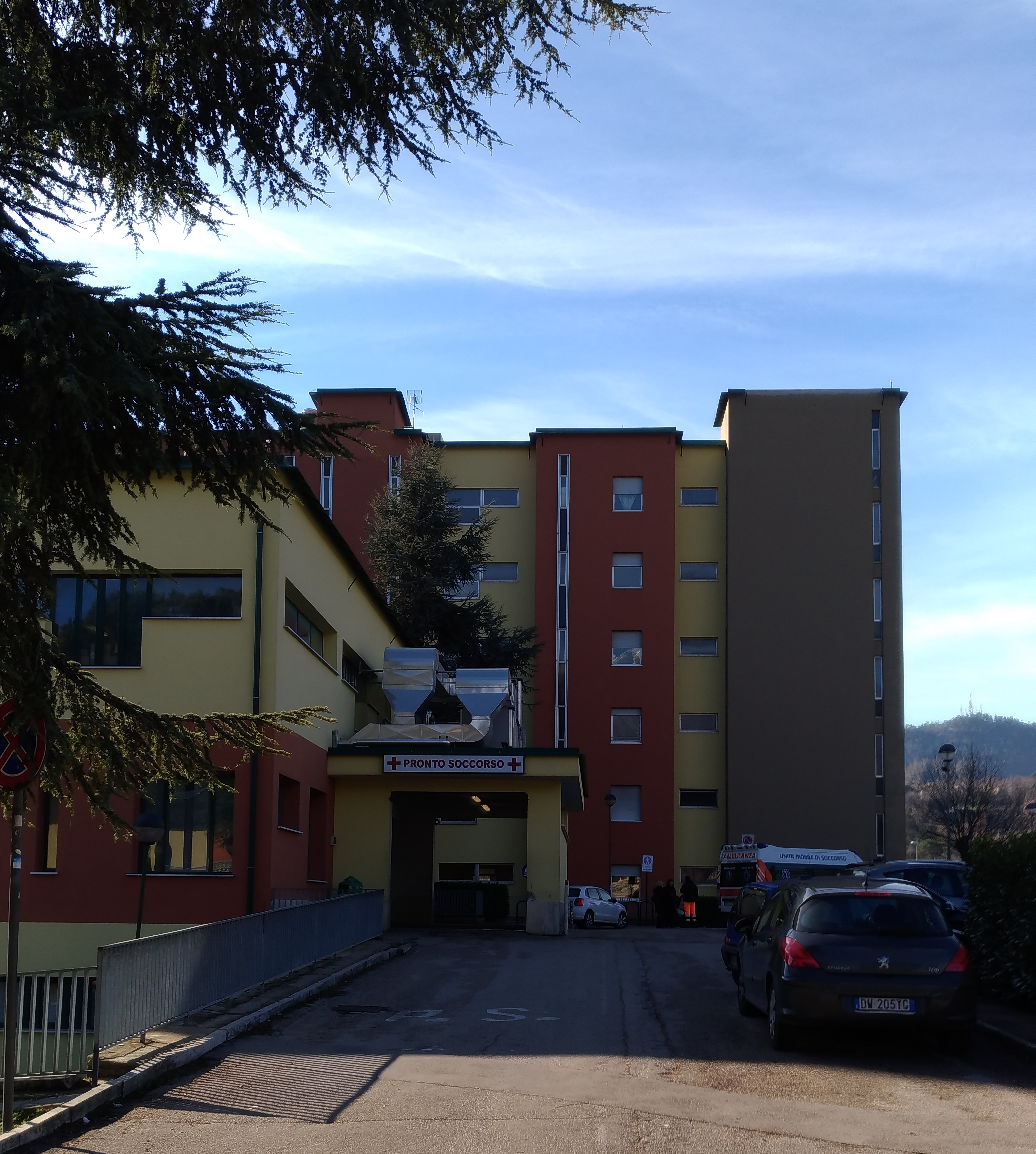
Il pronto soccorso nel 2018

- Chirurgia generale emodialisi
- Medicina generale
- Neonatologia
- Ortopedia e traumatologia
- Ostetricia e ginecologia
- Otorinolaringoiatria
- Pediatria
- Terapia intensiva